# قانون 104
قانون 104 هو قانون كندي بتعديل ميثاق اللغة الفرنسية ما يسمى «القانون 104» هو قانون تعديل كيبيكى، مقدم من حكومة لندرى في عام 2002، والذي سمح بإجراء تعديلات على عدد من أحكام السياسة اللغوية في كيبيك. وكان الهدف الرئيسي هو إجراء التصحيحات إلى ميثاق اللغة الفرنسية بُناءً على توصيات من الدول العامة عن حالة ومستقبل اللغة الفرنسية في كيبيك. واحدة من أهم التغييرات التي حدثت هي تعديل معايير طفل جدير القبول في مدرسة إنجليزية ممولة من القطاع العام. ومع ذلك، في عام 2009، حُكم على هذا التعديل بأنه غير دستوري من قبل المحكمة العليا في كندا. وفي عام 2010، أقرت حكومة شارى قانون 115، مما جعل التغييرات حيز التنفيذ بموجب قانون 104. أعاد قانون 104 تنظيم الوكالات العاملة في مجال اللغة. أدت عملية إعادة التنظيم هذه إلى إنشاء مكتب للغة الفرنسية (جبهة تحرير أورمو). أُعتمد القانون رقم 104 من قبْل الجمعية الوطنية لكيبيك في يوم 12 يونيو 2002، ودخل حيز التنفيذ في 1 أكتوبر 2002، مع إستثناء من بعض أحكامها.